# Fallacia dell'uomo mascherato
Nella logica filosofica, la fallacia dell'uomo mascherato (nota anche come fallacia intensionale o fallacia epistemica) è l'errore di ragionamento che si commette quando si fa un uso illecito del principio degli indiscernibili di Leibniz in un'argomentazione.
La legge di Leibniz afferma che se A e B sono lo stesso oggetto, allora A e B sono indiscernibili (cioè hanno tutte le stesse proprietà). Per modus tollens, questo implica che se due oggetti differiscono per almeno una certa proprietà (uno la possiede e l'altro no), allora i due oggetti non possono essere identici.
L'errore è "epistemico" perché postula un'identità immediata tra un oggetto e la conoscenza che ne ha un soggetto, non riuscendo a riconoscere che la legge di Leibniz non è in grado di dare ragione dei contesti intensionali.

## Esempi
Il nome dell'errore deriva dall'esempio:
- Premessa 1: So chi è Claus.
- Premessa 2: Non so chi sia l'uomo mascherato.
- Conclusione: Pertanto, Claus non è l'uomo mascherato.

Le premesse possono essere vere e la conclusione falsa se Claus è l'uomo mascherato e chi parla non lo sa. Quindi, l'argomentazione è fallace poiché trae una conclusione indebita dalle due premesse.
In forma simbolica, gli argomenti di cui sopra sono:
- Premessa 1: so chi è X.
- Premessa 2: non so chi sia Y.
- Conclusione: quindi X non è Y.

Il sillogismo si verifica alla prima persona singolare. Nella logica modale esso diventa:
- Premessa 1: L'oratore crede di sapere chi è X.
- Premessa 2: L'oratore crede di non sapere chi sia Y.
- Conclusione: Pertanto, l'oratore ritiene che X non sia Y.

La Premessa 1 {\displaystyle {\mathcal {B_{s}}}\forall t(t=X\rightarrow K_{s}(t=X))} è molto forte poiché è logicamente equivalente a {\displaystyle {\mathcal {B_{s}}}\forall t(\neg K_{s}(t=X)\rightarrow t\not =X)}. È altamente probabile che si tratti di una falsa credenza e che {\displaystyle \forall t(\neg K_{s}(t=X)\rightarrow t\not =X)} sia una proposizione falsa nella misura in cui l'ignoranza del fatto che {\displaystyle t=X} non implica che la sua negazione sia vera.
Altro esempio
- Premessa 1: Lois Lane pensa che Superman possa volare.
- Premessa 2: Lois Lane pensa che Clark Kent non possa volare.
- Conclusione: quindi, Superman e Clark Kent non sono la stessa persona.

Espresso nella logica doxastica, il sillogismo di cui sopra è il seguente:
- Premessa 1: {\displaystyle {\mathcal {B}}_{Lois}Fly_{(Superman)}}
- Premessa 2: {\displaystyle {\mathcal {B}}_{Lois}\neg Fly_{(Clark)}}
- Conclusione: {\displaystyle Superman\neq Clark}

Il ragionamento di cui sopra è incoerente (non preserva la verità). La conclusione coerente dovrebbe essere {\displaystyle {\mathcal {B}}_{Lois}(Superman\neq Clark)}
In simboli, si ha:
- X è Z
- Y non è Z
- Quindi, X non è Y.

L'argomentazione è valida perché essere è qualcosa è diverso dal sapere (o credere, ecc.) qualcosa. La seguente inferenza non è valida:
- X è Z
- Y è Z o Y non è Z.
- Quindi, X non è Y.

Infatti, la seconda premessa non indica se Y e Z siano identici, in modo tale da poter inferire la conclusione.